# 認証官
認証官（にんしょうかん）とは、日本の政治において日本国憲法あるいは法律に基づき、その任免にあたって天皇による認証が必要とされる官吏の通称。ここでいう「官吏」は一般職及び特別職の国家公務員を指す。なお、「認証官」は法律上の用語ではない。
認証官の認証において行われる式典を認証式（にんしょうしき）という。
実際の例では、天皇の認証を必要とする認証官の任命式については認証官任命式（にんしょうかんにんめいしき）という形で行われ、「任命権者（主に内閣総理大臣）による任命において、天皇がその辞令に親署する」という形式で認証が行われる。

## 概説

### 認証の意義と認証官の範囲
「認証」とは対象となる行為が権限ある機関によって正当な手続を経て行われた事実を確認し公証する行為を指す。天皇による認証は日本国憲法第7条に基づく国事行為の一つであり、同条による認証としては、いわゆる認証官の任免の認証（日本国憲法第7条第5号）のほか、全権委任状及び大使・公使の信任状の認証（日本国憲法第7条第5号並び書き）、恩赦の認証（日本国憲法第7条第6号）、批准書及び法律の定めるその他の外交文書の認証（日本国憲法第7条第8号）がある。
具体的にどの官職が認証官にあたるのかについては憲法または個別の法律（例：内閣法、宮内庁法など）より規定されるが、国務大臣、高等裁判所長官など、内閣、裁判所に置かれる官職のうち高位にあるもののみが認証官とされている。ただし、国会に設置される職（衆議院議長、参議院議長など）は天皇による任免、認証の対象とされていない。
認証官とされた官職であっても「任免」（任命及び免官）を行うのはあくまで日本国憲法や各法律に規定された任命権者（内閣など）であり、天皇はその任免の「認証」を行うのみである。認証を欠いていた場合にも対象となる行為そのものの効力には影響しない。このため、認証自体は形式的な行為に過ぎないが、宮中にて行われる儀式と併せて当該官職あるいはその地位にある者の権威を高める効果を持つ。
中央省庁再編前の政務次官は認証官ではなかったが、再編後に新設された副大臣は認証官となり、その地位の向上が図られている。また、自衛官の地位の向上のため、大将に相当する統合幕僚長、陸上幕僚長、海上幕僚長および航空幕僚長の職にある将を認証官とする事が政策として検討されている。
認証には内閣の助言と承認を要する（日本国憲法第7条第5号）。ただし、新内閣成立時における国務大臣の任命についての認証については内閣総理大臣以外の国務大臣が未だ任命されていない。したがって、この場合には性質上、新たに任命された内閣総理大臣のみによって内閣の助言と承認が行われることになる。
なお、内閣総理大臣と最高裁判所長官の2つの官職のみは、任命に先立つ「指名」は前者は国会、後者は内閣からなされるものの、官職への任命行為は天皇が自ら行い（日本国憲法第6条）、天皇による認証は行われない。したがって、内閣総理大臣と最高裁判所長官は認証官には含まれない。内閣総理大臣や最高裁判所長官を任命する儀式は「親任式」と呼ばれている。大日本帝国憲法下では天皇が任命する官吏について「親任官」と呼称していたが、現憲法下では儀式の呼称として「親任」の文字が残るものの官職の区分としての「親任官」は用いられていないため、内閣総理大臣と最高裁判所長官を一括して「○○官」で表す区分呼称は存在しない。ただし、公的な行政権の行使等に関しない場面においては、宮内府・宮内庁が新年祝賀の告示文中などに「親任官」の表記を用いた例もあったが、1951年（昭和26年）6月16日付け官報の皇室事項欄掲載の「皇太后大喪儀」（貞明皇后の葬儀）の式次第に関する報告を最後に使用されなくなった。ただし、旧憲法下において親任官であった者への恩給など、過去の官吏に言及する場合については、当然のことながら今なお立法・行政・司法の公的な場で「親任官」の表現は使用され得る。

### 認証の手続

#### 認証官任命式と認証の形式

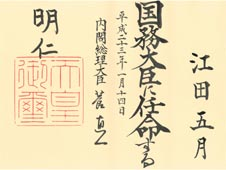
国務大臣の官記の例（江田五月に対する国務大臣の官記。内閣総理大臣菅直人により任命され明仁天皇により認証されている）

認証官の認証においては認証式が行われる。実際の例では天皇の認証を必要とする認証官の任命式については認証官任命式という形で行われ、任命権者による任命において天皇がその辞令に親署するという形式で認証が行われる。
認証のための儀式は「認証官任命式」というが、認証を要する官吏を任命する必要が生じる都度、原則として皇居正殿「松の間」にて執り行われる。
式では天皇（または摂政もしくは国事行為臨時代行）の面前で、任命権者（内閣総理大臣等）から御璽の押された官記が伝達され、天皇から当該官一人一人に対し「重任ご苦労に思います」との言葉がかけられる（勅語を賜る）。このとき認証を受ける者は直答をしないで黙礼するのが慣例である。なお、認証官任命式が執り行われるのは任命の場合のみであり、免官の場合は宮中への参内はせず、後刻内閣官房から辞令書を受領するだけとなる。
定員が複数である認証官（国務大臣、検事長、特命全権大使、特命全権公使、高等裁判所長官等）については、個別の所掌事務・官署（補職内容）を特定しない官名としての認証が行われる。例えば、総務大臣たる国務大臣については、天皇は「国務大臣への任免」部分のみの認証を行い、総務大臣への任免に関する認証は行わない。このため、総務大臣を務める国務大臣を外務大臣に閣内異動させる場合や、広島高等裁判所長官を務める高等裁判所長官を大阪高等裁判所長官に配置換する場合のように、官記上の官名に変動がない異動の場合は新たな認証は行われない。ただし、副大臣については府省を特定した官職であるため、内閣改造等で総務副大臣を務める者が法務副大臣へ異動する場合等は、その都度新たに認証を受ける必要がある。

#### 新内閣発足時の親任式と認証官任命式の間隔
内閣総理大臣の任命について定める日本国憲法第6条には日本国憲法第7条とは異なり「内閣の助言と承認」の文言がないが、内閣総理大臣の任命は日本国憲法第4条の「この憲法の定める国事に関する行為」に含まれるため日本国憲法第3条の効果として内閣の助言と承認を要する。そして、内閣総理大臣の任命について先例では日本国憲法第71条の規定によって従前の内閣が助言と承認を行うことになっている。この内閣総理大臣の任命によって従前の内閣はその地位を完全に失うことになる（日本国憲法第71条）。
したがって、新内閣の国務大臣の任命・認証までの時間は内閣総理大臣以外の国務大臣が不在状態となる。しかし、憲法上、内閣は合議体であることを本質とすることから、内閣総理大臣の任命の時期から国務大臣の任命・内閣の成立までは極めて短い期間であることが期待されていると考えられている。かつて片山内閣では1947年5月27日の内閣総理大臣任命後の同年6月1日に国務大臣が任命され、また、第2次吉田内閣でも1948年10月15日の内閣総理大臣任命後の同年10月19日に国務大臣が任命されたが、いずれの場合にも内閣総理大臣任命から組閣完了まで数日を要し、このような手続のとり方に対しては合議体たる内閣制度の本旨に反するもので妥当でないといった批判があった。これに対して第3次吉田内閣では1949年2月11日の内閣総理大臣指名後の同年2月16日に組閣が完了した上で内閣総理大臣と国務大臣の任命が同時に行われ、このような手続をとる慣行が憲法の趣旨に合致するといった評価を受けた。その後は次期首相となる者は指名を受けた者の資格において組閣の準備に取りかかり、国務大臣とする者を予め選定した上で、その後、内閣総理大臣の任命と時間的に密着する形で国務大臣の任命と認証の手続がとられることが一般的となっている。今日、新たに内閣総理大臣が指名される場合、多くの例ではいわゆる組閣作業を済ませてから親任式、次いで認証官任命式を執り行うが、この場合は両式の間におおむね1時間程度の準備時間が生ずるとされる。憲法第71条の規定により、前内閣（職務執行内閣）の全閣僚は親任式における新総理任命の時点でその地位を喪失するため、認証官任命式での新国務大臣の任命・認証までの約1時間は厳密には総理以外の国務大臣が不在状態となるが、宮中に留まっている（総理が事務的作業を控える）ため、総理が自らに対して（空位となっている）各省大臣の臨時代理や委員長・長官・特命担当大臣の事務取扱の発令はしないのが慣例である。ただし、組閣作業未了で親任式だけをまず執り行った場合（つまり一旦宮中を出て官邸で組閣作業後に宮中に戻って認証官任命式を執り行う場合）は、その間の措置として総理が自らに各省大臣の臨時代理と委員長・長官・特命担当大臣の事務取扱の発令をすることで行政権の空白を生まないようにすることとなっている。そのような臨代・事取の一斉発令の事例としては期間の長いものでは片山内閣（親任式1947年5月24日、認証官任命式同年6月1日）が、短いものでは羽田内閣（親任式1994年4月28日午前8時55分、認証官任命式同日午後6時15分）などがある（一人内閣参照）。
また2019年における考慮では、新内閣の大臣が認証官任命式を終える前は、当然にして「前」とされる大臣はいるので大臣空白という事は有り得ない。

## 認証官の一覧

### 政府
| 組織       | 組織              | 認証官                 | 人数     | 概要 | 認証の根拠                                                                   |
| ---------- | ----------------- | ---------------------- | -------- | --- | ---------------------------------------------------------------------------- |
| 内閣       | 内閣              | 国務大臣               | 17人以内 | 官記、辞令書では国務全般への関与権限を有する「国務大臣に任命する」ことのみの認証を受ける。担当職務（例：「総務大臣を命ずる」、「内閣府特命担当大臣を命ずる」など）の補職は内閣総理大臣からの辞令により別途なされる。任命権者は内閣総理大臣である（憲法第68条第1項、内閣法第2条第1項）。 | 憲法第7条第5号                                                               |
| 内閣官房   | 内閣官房          | 内閣官房副長官         | 3人      | 中央省庁再編（2001年1月6日）以降、新たに認証官となったもので、それより前の内閣官房副長官は一級官吏であり、天皇による認証は受けなかった。慣例により、定員3人のうち2人は現職国会議員（衆議院・参議院1人ずつ）から、1人は官僚出身者から任命され、俗に前者を「政務担当」、後者を「事務担当」と呼ぶが、事実上のものであって認証対象事項でないため、この担当区分は官記・辞令書には記載されない。任命権者は内閣である（従前の例による）。（内閣法14条1項） | 内閣法第14条第2項 国会審議活性化法第11条                                     |
| 人事院     | 人事院            | 人事官                 | 3人      | 人事院を構成する職であるが（国家公務員法4条1項）、官記・辞令書では「人事院」を冠さず単に「人事官に任命する」と記載される。定員3人中1人の「人事院総裁を命ずる」との辞令は内閣から別途なされる。任命権者は内閣である（国家公務員法第5条第1項）。 | 国家公務員法第5条第2項                                                       |
| 各府省     | 各府省            | 副大臣                 | 22人     | 官記、辞令書では「内閣府」または「省名から省の字を除いたもの」を冠した記載がなされる（例：「内閣府副大臣に任命する」、「総務副大臣に任命する」）。内閣に置かれ国務全般への関与権限を有する国務大臣と異なり、副大臣は各府省庁に置かれ権限の範囲も当該府省に限定されるため、単に「副大臣」とする表記は官記・辞令書ではもちいられない。なお、各府省庁の副大臣の総称は、法令上「副大臣」であり（国家行政組織法第16条）、個々の副大臣を「副大臣」と表記、称呼することは、「局長」「課長」などと同様、官記・辞令書以外の公的場面では広くおこなわれる。同一府省に複数の副大臣が置かれる場合は大臣から各副大臣へ府省内の事務の分担範囲が職務指示書により指示されるが、この担当区分（例：金融担当）は認証対象事項でないため官記、辞令書には記載されない。任命権者は内閣である（国会審議活性化法第8条第6項、内閣府設置法第13条第4項、国家行政組織法第16条第5項、復興庁設置法第9条第6項、デジタル庁設置法第9条第5項）。 | 国会審議活性化法第8条第6項 内閣府設置法第13条第4項 国家行政組織法第16条第5項 |
| デジタル庁 | デジタル庁        | 副大臣                 | 2人      | 官記、辞令書では「内閣府」または「省名から省の字を除いたもの」を冠した記載がなされる（例：「内閣府副大臣に任命する」、「総務副大臣に任命する」）。内閣に置かれ国務全般への関与権限を有する国務大臣と異なり、副大臣は各府省庁に置かれ権限の範囲も当該府省に限定されるため、単に「副大臣」とする表記は官記・辞令書ではもちいられない。なお、各府省庁の副大臣の総称は、法令上「副大臣」であり（国家行政組織法第16条）、個々の副大臣を「副大臣」と表記、称呼することは、「局長」「課長」などと同様、官記・辞令書以外の公的場面では広くおこなわれる。同一府省に複数の副大臣が置かれる場合は大臣から各副大臣へ府省内の事務の分担範囲が職務指示書により指示されるが、この担当区分（例：金融担当）は認証対象事項でないため官記、辞令書には記載されない。任命権者は内閣である（国会審議活性化法第8条第6項、内閣府設置法第13条第4項、国家行政組織法第16条第5項、復興庁設置法第9条第6項、デジタル庁設置法第9条第5項）。 | デジタル庁設置法第9条第5項                                                   |
| 復興庁     | 復興庁            | 副大臣                 | 2人      | 官記、辞令書では「内閣府」または「省名から省の字を除いたもの」を冠した記載がなされる（例：「内閣府副大臣に任命する」、「総務副大臣に任命する」）。内閣に置かれ国務全般への関与権限を有する国務大臣と異なり、副大臣は各府省庁に置かれ権限の範囲も当該府省に限定されるため、単に「副大臣」とする表記は官記・辞令書ではもちいられない。なお、各府省庁の副大臣の総称は、法令上「副大臣」であり（国家行政組織法第16条）、個々の副大臣を「副大臣」と表記、称呼することは、「局長」「課長」などと同様、官記・辞令書以外の公的場面では広くおこなわれる。同一府省に複数の副大臣が置かれる場合は大臣から各副大臣へ府省内の事務の分担範囲が職務指示書により指示されるが、この担当区分（例：金融担当）は認証対象事項でないため官記、辞令書には記載されない。任命権者は内閣である（国会審議活性化法第8条第6項、内閣府設置法第13条第4項、国家行政組織法第16条第5項、復興庁設置法第9条第6項、デジタル庁設置法第9条第5項）。 | 復興庁設置法第9条第6項                                                       |
| 内閣府     | 宮内庁            | 宮内庁長官             | 1人      | 宮内庁は内閣府に置かれる機関であるが、官記、辞令書では「内閣府」は冠さず、単に「宮内庁長官に任命する」と記載される。任命権者は内閣である（従前の例による）。 | 宮内庁法第8条第2項                                                           |
| 内閣府     | 宮内庁            | 侍従長                 | 1人      | 宮内庁に置かれる職であるが、官記、辞令書では「内閣府」も「宮内庁」も冠さず単に「侍従長に任命する」と記載される。任命権者は内閣である（従前の例による）。 | 宮内庁法第10条第2項                                                          |
| 内閣府     | 宮内庁            | 上皇侍従長             | 1人      | 宮内庁に置かれる職であるが、官記・辞令書では「内閣府」も「宮内庁」も冠さず単に「上皇侍従長に任命する」と記載される。任命権者は内閣である（従前の例による）。 | 宮内庁法附則第2条第4項                                                       |
| 内閣府     | 公正取引 委員会   | 公正取引委員会委員長   | 1人      | 公正取引委員会は内閣府の外局であるが、官記・辞令書では「公正取引委員会委員長に任命する」と発令され、「内閣府」は冠されない。また、略称の「公正取引委員長」ももちいられない。なお、組織発足直後、初代委員長が任命された1947年7月14日から同月30日までは認証官でなく、当該部分の法改正が施行された同月31日から認証官となっている。任命権者は内閣総理大臣である（独占禁止法第29条第2項）。 | 独占禁止法第29条第2項                                                        |
| 法務省     | 検察庁            | 検事総長               | 1人      | 法務省の特別の機関である検察庁の一つ最高検察庁の長であるが、官記・辞令書では「法務省」も「検察庁」も「最高検察庁」も冠さず単に「検事総長に任命する」と記載される。「検察官」の表記は用いられない。任命権者は内閣である（検察庁法第15条第1項）。 | 検察庁法第15条第1項                                                          |
| 法務省     | 検察庁            | 次長検事               | 1人      | 最高検察庁に置かれるが、官記・辞令書では検事総長と同様、単に「次長検事に任命する」と記載される。任命権者は内閣である（検察庁法第15条第1項）。 | 検察庁法第15条第1項                                                          |
| 法務省     | 検察庁            | 検事長                 | 8人      | 各高等検察庁の長であるが、官記・辞令書では検事総長らと同様、単に「検事長に任命する」と記載される。赴任庁を特定する「○○高等検察庁検事長に補する」への補職は法務大臣からの辞令により別途なされる。任命権者は内閣である（検察庁法第15条第1項）。 | 検察庁法第15条第1項                                                          |
| 外務省     | 外務省            | 特命全権大使           |          | 官記・辞令書では任国（にんこく。赴任先）の国名等を冠さず単に「特命全権大使に任命する」と記載される。任国等を特定する「○○国駐箚を命ずる」（ちゅうさつ）等の辞令は外務大臣から別途なされる。任命権者は内閣である（外務公務員法第8条第1項）。 | 外務公務員法第8条第1項。                                                     |
| 外務省     | 外務省            | 特命全権公使           |          | 官記・辞令書では任国（にんこく。赴任先）の国名等を冠さず単に「特命全権大使に任命する」と記載される。任国等を特定する「○○国駐箚を命ずる」（ちゅうさつ）等の辞令は外務大臣から別途なされる。任命権者は内閣である（外務公務員法第8条第1項）。 | 外務公務員法第8条第1項。                                                     |
| 環境省     | 原子力規制 委員会 | 原子力規制委員会委員長 | 1人      | 1人。環境省の外局である原子力規制委員会に置かれる。同委員会の委員長及び委員（4人）は、「人格が高潔であって、原子力利用における安全の確保に関して専門的知識及び経験並びに高い識見を有する者」のうちから、衆議院・参議院の同意を得て、内閣総理大臣が任命する。任期は5年。 | 原子力規制委員会設置法第7条2項                                               |

### 会計検査院
| 組織       | 認証官 | 人数 | 概要 | 認証の根拠             |
| ---------- | ------ | ---- | --- | ---------------------- |
| 会計検査院 | 検査官 | 3人  | 会計検査院を構成する職であるが、官記・辞令書では「会計検査院」を冠さず単に「検査官に任命する」と記載される。その3人の検査官が互選した1人が内閣によって会計検査院長に任命され（同法第3条）、この者は別途、内閣から「会計検査院長を命ずる」との辞令を受ける。検査官は国会の同意を経て内閣が任命する（会計検査院法第4条第1項） | 会計検査院法第4条第4項 |

### 裁判所
| 組織       | 認証官         | 人数 | 概要 | 認証の根拠          |
| ---------- | -------------- | ---- | --- | ------------------- |
| 最高裁判所 | 最高裁判所判事 | 14人 | 任命権者は内閣である（日本国憲法第79条第1項・裁判所法第39条第2項）。 | 裁判所法第39条第3項 |
| 高等裁判所 | 高等裁判所長官 | 8人  | 各高等裁判所の長であるが、官記・辞令書では勤務する裁判所名を冠さず単に「高等裁判所長官に任命する」と記載される。勤務する高等裁判所を特定する「○○高等裁判所長官に補する」との補職辞令は最高裁判所から別途なされる。任命権者は内閣である（裁判所法第40条第1項）。 | 裁判所法第40条第2項 |

## 辞令の書式
- 次の例は内閣が任命する人事官の例であり、内閣総理大臣が任命する国務大臣のように任命権者が異なる場合は記載内容が若干変わる。
- 辞令は縦書きで、発令年月日は和暦、数字は漢数字での記載となる。漢数字には壱・拾などの大字は用いられず、また、十の位は簡略化せずに記載される（例：「一七年」でなく「十七年」、「二一日」でなく「二十一日」）。
- 認証の助言と承認の書式

```
○○を人事官に任命するについて
右謹んで認証を仰ぎます。
令和○年○月○日
内閣総理大臣　○○ 印
```

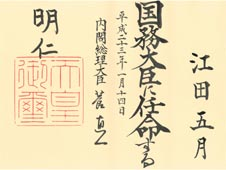
国務大臣の官記の例

認証を表すため、この書面に天皇はみずから「証」の文字の印章を押印する。

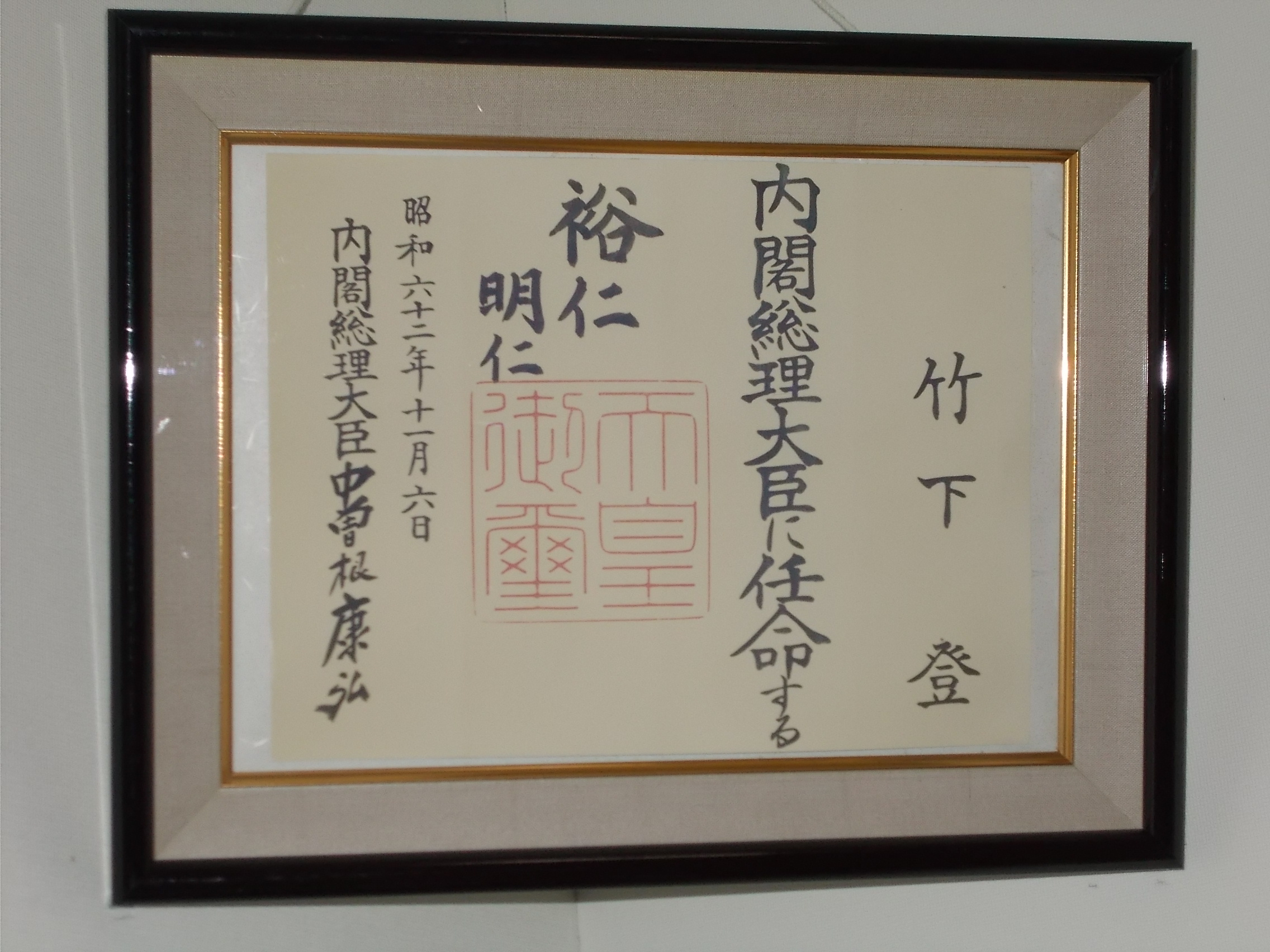
内閣総理大臣の官記

- 国務大臣の任命の辞令（官記）（※「任命する」の後に「。」は付されない）

```
氏名
国務大臣に任命する
（元号）○年○月○日
内閣総理大臣　○○（内閣総理大臣の自署）

御名御璽
```

- 認証の助言と承認の書式（官記）[17][18]

```
氏名
○○に任命する
（元号）○年○月○日
　　　　内閣　印
御名御璽
```

認証を表すため、この書面に天皇はみずから「証」の文字の印章を押印する。
- 免官の辞令（辞令書）（※「免ずる」の後に「。」は付されない。罷免の場合は、「願に依り」を冠さず単に「本官を免ずる」と記載される。）

```
○○ 氏名
願に依り本官を免ずる
（元号）○年○月○日
　　　　　内閣
御璽
```

参考までに内閣総理大臣を任命するときは
- 任命の辞令（官記）（※「任命する」の後に「。」は付されない）

```
氏名（新内閣総理大臣の氏名）
内閣総理大臣に任命する
御名御璽
（元号）○年○月○日
内閣総理大臣　○○（前内閣総理大臣の自署）
```

## 過去に存在した認証官
制度上認証官となった始期の早い順（同日の場合は建制順）に記載する。この場合、その職そのものが純粋に認証官であった期間のみを太字の対象とする（その職に就く者が他の兼職等により当該他職者として認証を受けるというような事例は太字の対象としない）。
| 組織                   | 認証官                                   | 始期                      | 改廃                       | 概要 |
| ---------------------- | ---------------------------------------- | ------------------------- | -------------------------- | --- |
| 戦災復興院 （→建設院） | 戦災復興院総裁                           | 1945年（昭和20年）11月5日 | 1946年（昭和21年）3月30日  | 内閣総理大臣の管理下に設置された機関で、戦災復興院官制（昭和20年勅令第621号）第2条第2項により総裁の職は国務大臣をもって充てることとされた。 |
| 戦災復興院 （→建設院） | 戦災復興院総裁                           | 1946年（昭和21年）3月30日 | 1947年（昭和22年）5月2日   | 戦災復興院官制の一部改正により国務大臣からの補職対象でなくなり、専任の職として天皇から直接任命される親任官とされた。 |
| 戦災復興院 （→建設院） | 戦災復興院総裁                           | 1947年（昭和22年）5月3日  | 1947年（昭和22年）12月31日 | 日本国憲法とともに施行された行政官庁法第13条の規定により、同日以降認証官とされたが、前年3月30日に親任された阿部美樹志が引き続き同院の廃止まで在任したため、実際に任命・認証が行われる機会はなかった。 |
| 宮内府                 | 宮内府長官 （→宮内庁長官）               | 1947年（昭和22年）5月3日  | 1949年（昭和24年）5月31日  | 日本国憲法の施行に伴い発足した宮内府の長官であり、国務大臣の補職対象でなかったため、「宮内府長官に任命する」との官記により任命・認証された。宮内庁への組織改編に伴い宮内庁長官に改称。 |
| 臨時人事委員会         | 臨時人事委員長 （→人事院総裁たる人事官） | 1947年（昭和22年）11月1日 | 1948年（昭和23年）12月7日  | 人事委員会（人事院）発足までの過渡期的な準備組織として内閣総理大臣の所轄下に「臨時人事委員会」が設置され、委員長と委員2人（計3人）は認証官とされた。後継の正規の機関として人事院が設置されるにともない廃止された。現在の官職呼称の慣行では行政委員会の委員長・委員の正式呼称は「○○委員会委員長」・「○○委員会委員」であり「○○委員長」・「○○委員」は略称とされるが、臨時人事委員会の委員長・委員の官記では「委員会」を含まない「臨時人事委員長」・「臨時人事委員」が正式な官名としてもちいられた。 後身の人事院では総裁も総裁以外の人事官も官記では単に「人事官」として認証され、人事院総裁を指定する辞令は後から内閣限りの手続（天皇の認証なし）でなされるため、認証官としての観点からはまとめて「人事官」に区分されるが、臨時人事委員会ではそのような「委員として認証しその後に委員長の辞令を出す」方式でなく「最初から委員長と委員を分けて認証する」方式がとられたため、この節でも分けて記載する。 臨時人事委員会設置の根拠となる国家公務員法附則第2条の規定のうち、第3項には同委員会は「人事院の設置に至るまで職権を行う」とあるため、1948年12月3日の人事院設置により組織としては消滅したものと認識される。が、一方で第5項において、委員長は人事官が任命されるまでの間は「人事官の地位に在るものとみな」され、人事官が任命されたときに退職するものと規定されているため、本項では実際に人事官が任命された12月7日まで委員長の職にあったものとした（ノート:人事院参照）。臨時人事委員についても同様である。 |
| 臨時人事委員会         | 臨時人事委員 （→人事官）                 | 1947年（昭和22年）11月1日 | 1948年（昭和23年）12月7日  | 定数2名。臨時人事委員長の例に同じ。 |
| 建設院                 | 建設院総裁 （→建設大臣）                 | 1948年（昭和23年）1月1日  | 1948年（昭和23年）7月9日   | 建設院設置法の規定では「国務大臣をもって充てることができる」となっており、国務大臣以外の者から任命する余地があったため、同じ法律レベルにおける保障的な措置として行政官庁法第13条で「建設院の長」を認証官とする旨が規定されたが、一段下の政令レベル（建設院設置法施行令）で「総裁は国務大臣をもって充てる」と限定された（辞令では「建設院総裁に任命する」でなく「建設院総裁を命ずる」とされた）ため、実際には国務大臣以外の者が「建設院の長（総裁）」となることはなく、建設院総裁職単独の認証をおこなう機会はなかった。 |
| 警察予備隊 （→保安庁） | 警察予備隊本部長官                       | 1950年（昭和25年）8月10日 | 1952年（昭和27年）7月31日  | 国務大臣の補職対象でなかったため、「警察予備隊本部長官に任命する」との官記により任命・認証された。保安庁の設置に伴い本部長官の職は廃止された。 |
| 内閣官房               | 内閣官房長官                             | 1947年（昭和22年）5月3日  | 1949年（昭和24年）5月31日  | 旧憲法下の内閣書記官長にかわって置かれたポスト。内閣官房の長官ではなく、内閣法に「内閣官房に内閣官房長官一人を置く」（第13条第1項）とあるように、「内閣官房長官」という一連の名称が官名であり職名である。 行政官庁法に基づき設置。認証官よりも格下と位置づけられる一級官吏であり、国務大臣の補職対象ではなかったため、国務大臣である者が内閣官房長官となる場合は国務大臣としての任命・認証とは別に内閣総理大臣から「内閣官房長官に兼ねて任命する」との辞令を受けた。国務大臣以外の者が内閣官房長官となる場合は内閣総理大臣から「内閣官房長官に任命する」との辞令を受けた。いずれも「一級に叙する」との辞令が併せて発せられた。 |
| 内閣官房               | 内閣官房長官                             | 1949年（昭和24年）6月1日  | 1963年（昭和38年）6月11日  | 行政官庁法の廃止に伴い内閣法に基づき設置。引き続き認証官ではなかったが、国務大臣の補職とすることが可能となり、その場合は国務大臣としての任命・認証に加え内閣総理大臣から「内閣官房長官を命ずる」との辞令を受けた。国務大臣以外の者が内閣官房長官となる場合は内閣総理大臣から「内閣官房長官に任命する」との辞令を受けた。後者の場合のみ「一級に叙する」との辞令が併せて発せられた。 |
| 内閣官房               | 内閣官房長官                             | 1963年（昭和38年）6月11日 | 1966年（昭和41年）6月28日  | 国務大臣である者が内閣官房長官となる場合は国務大臣としての任命・認証のほか内閣総理大臣から「内閣官房長官を命ずる」との辞令を受け、国務大臣以外の者が内閣官房長官となる場合は「内閣官房長官に任命する」との官記により任命・認証を受けることとなった。前者の場合は内閣官房長官単体として重複して認証を受けることはないが、後者の場合は純粋に内閣官房長官として認証を受けるものであり、この時期は条件付きながら内閣官房長官自体が認証官となった。このため、一級官吏ではなくなった。 |
| 内閣官房               | 内閣官房長官                             | 1966年（昭和41年）6月28日 | 現在                       | 内閣法の改正により、国務大臣をもって充てることとなった。任免時には国務大臣としての認証を受け、内閣官房長官としての認証は受けない。 |
| 総理府                 | 総理府総務長官                           | 1957年（昭和32年）8月1日  | 1963年（昭和38年）6月11日  | 総理府の事務増大を見越して、総理府本府のほか国務大臣を長とする外局以外の部局を所管するため総理府に置かれたポスト。総理府の総務長官ではなく、旧総理府設置法に「総理府に総理府総務長官を置く」（第19条第1項）とあったように、「総理府総務長官」という一連の名称が官名であり職名である。 国務大臣から登用される場合は国務大臣としての認証を受けるが、国務大臣以外から登用される場合は認証を受けない。 |
| 総理府                 | 総理府総務長官                           | 1963年（昭和38年）6月11日 | 1965年（昭和40年）5月18日  | 国務大臣から登用される場合は国務大臣としての認証を受け、国務大臣以外から登用される場合は「総理府総務長官」としての認証を受ける。 |
| 総理府                 | 総理府総務長官                           | 1965年（昭和40年）5月19日 | 1984年（昭和59年）6月30日  | 総理府設置法の改正により、国務大臣をもって充てることとなったため、任免時には国務大臣としての認証を受け、総理府総務長官としての認証は受けなくなった。 総務庁発足にともない、総理府本府は大臣官房のほか賞勲局のみの小規模組織となったため、総理府総務長官は廃止され、総理府本府は内閣官房長官が所掌することとなった。 |
| 防衛庁                 | 防衛庁副長官 （→防衛副大臣）             | 2001年（平成13年）1月6日  | 2007年（平成19年）1月8日   | 定数1名。中央省庁再編に伴い唯一の大臣庁となった防衛庁に、他省における副大臣相当の職として置かれたポスト。 「防衛庁副長官」として任命・認証を受けた。防衛庁の防衛省への改称（昇格）にともない廃止された。 |